# Arcidiocesi di Bulawayo
L'arcidiocesi di Bulawayo (in latino Archidioecesis Bulauaiensis) è una sede metropolitana della Chiesa cattolica in Zimbabwe. Nel 2022 contava 70.820 battezzati su 2.505.960 abitanti. È retta dall'arcivescovo Alex Thomas Kaliyanil, S.V.D.

## Territorio
L'arcidiocesi comprende la città di Bulawayo e i distretti di Bulilima, Mangwe, Nyamandhlovu, Tsholotsho, Bubi, parte di Lupane e Nkayi (con il fiume Shangani come confine), Insiza, Umzingwane, Beitbridge, Matobo e Gwanda (ad ovest del fiume Umzingwane), in Zimbabwe.
Sede arcivescovile è la città di Bulawayo, dove si trova la cattedrale dell'Immacolata Concezione.
Il territorio si estende su 69.549 km² ed è suddiviso in 50 parrocchie.

### Provincia ecclesiastica
La provincia ecclesiastica di Bulawayo, istituita nel 1994, comprende 3 suffraganee:
- diocesi di Gweru;
- diocesi di Hwange;
- diocesi di Masvingo.

## Storia
La missione sui iuris di Bulawayo fu eretta il 4 gennaio 1931 con il breve Congregationis Missionariorum di papa Pio XI, ricavandone il territorio dalla prefettura apostolica di Salisbury (oggi arcidiocesi di Harare).
Il 18 luglio 1932 in forza del breve Admonet Nos dello stesso papa Pio XI la missione sui iuris fu elevata a prefettura apostolica.
Il 13 aprile 1937 la prefettura apostolica fu elevata a vicariato apostolico con la bolla Ad maiorem dignitatis di papa Pio XI.
Il 29 giugno 1953 cedette una porzione del suo territorio a vantaggio dell'erezione della prefettura apostolica di Wankie (oggi diocesi di Hwange).
Il 1º gennaio 1955 con la bolla Quod Christus di papa Pio XII il vicariato apostolico fu elevato a diocesi, suffraganea dell'arcidiocesi di Salisbury.
Il 2 aprile 1959 cedette un'altra porzione di territorio a vantaggio dell'erezione della prefettura apostolica del Bechuanaland (oggi diocesi di Gaborone).
Il 5 dicembre 1976 il vescovo emerito Adolph Gregory Schmitt e altri due missionari furono uccisi in un agguato lungo la strada, perché considerati "nemici del popolo".
Il 10 giugno 1994 è stata ancora elevata al rango di arcidiocesi metropolitana con la bolla Ipso bene iuvante di papa Giovanni Paolo II.

## Cronotassi dei vescovi
Si omettono i periodi di sede vacante non superiori ai 2 anni o non storicamente accertati.
- Ignazio Arnoz, M.H.M. † (27 aprile 1931 - 26 febbraio 1950 deceduto)
- Adolph Gregory Schmitt, C.M.M. † (23 dicembre 1950 - 9 maggio 1974 dimesso)
- Ernst Heinrich Karlen, C.M.M. † (9 maggio 1974 - 24 ottobre 1997 ritirato)
- Pius Alick Mvundla Ncube (24 ottobre 1997 - 11 settembre 2007 dimesso)
- Alex Thomas Kaliyanil, S.V.D., dal 20 giugno 2009

## Statistiche
L'arcidiocesi nel 2022 su una popolazione di 2.505.960 persone contava 70.820 battezzati, corrispondenti al 2,8% del totale.
| anno | popolazione | popolazione | popolazione | presbiteri | presbiteri | presbiteri | presbiteri                | diaconi | religiosi | religiosi | parrocchie |
| anno | battezzati  | totale      | %           | numero     | secolari   | regolari   | battezzati per presbitero | diaconi | uomini    | donne     | parrocchie |
| ---- | ----------- | ----------- | ----------- | ---------- | ---------- | ---------- | ------------------------- | ------- | --------- | --------- | ---------- |
| 1950 | 13.654      | 370.000     | 3,7         | 21         | 4          | 17         | 650                       |         | 8         | 7         | 10         |
| 1959 | 31.771      | 486.851     | 6,5         | 40         | 1          | 39         | 794                       |         | 54        | 177       | 6          |
| 1970 | 60.544      | 668.500     | 9,1         | 47         | 2          | 45         | 1.288                     |         | 65        | 204       | 12         |
| 1980 | 71.511      | 820.000     | 8,7         | 37         | 7          | 30         | 1.932                     | 9       | 45        | 141       | 25         |
| 1990 | 95.630      | 1.247.643   | 7,7         | 49         | 8          | 41         | 1.951                     | 5       | 52        | 172       | 30         |
| 1999 | 113.782     | 1.600.000   | 7,1         | 60         | 16         | 44         | 1.896                     | 10      | 56        | 167       | 31         |
| 2000 | 107.515     | 1.648.000   | 6,5         | 57         | 13         | 44         | 1.886                     | 10      | 59        | 190       | 31         |
| 2001 | 105.675     | 1.694.000   | 6,2         | 61         | 20         | 41         | 1.732                     | 10      | 54        | 174       | 34         |
| 2002 | 108.332     | 1.745.000   | 6,2         | 75         | 28         | 47         | 1.444                     | 10      | 59        | 157       | 35         |
| 2003 | 109.839     | 1.790.000   | 6,1         | 68         | 26         | 42         | 1.615                     | 10      | 70        | 143       | 38         |
| 2004 | 111.957     | 1.830.000   | 6,1         | 70         | 28         | 42         | 1.599                     | 10      | 69        | 142       | 38         |
| 2006 | 113.266     | 1.849.000   | 6,1         | 59         | 27         | 32         | 1.919                     | 20      | 44        | 140       | 38         |
| 2007 | 115.793     | 1.858.000   | 6,2         | 81         | 33         | 48         | 1.429                     | 5       | 59        | 160       | 39         |
| 2012 | 121.000     | 2.031.000   | 6,0         | 82         | 39         | 43         | 1.475                     | 19      | 117       | 149       | 43         |
| 2015 | 61.099      | 2.161.000   | 2,8         | 93         | 48         | 45         | 656                       | 19      | 120       | 147       | 44         |
| 2018 | 65.090      | 2.302.000   | 2,8         | 85         | 41         | 44         | 765                       | 16      | 115       | 137       | 47         |
| 2020 | 68.000      | 2.404.890   | 2,8         | 97         | 43         | 54         | 701                       | 18      | 126       | 128       | 47         |
| 2022 | 70.820      | 2.505.960   | 2,8         | 105        | 49         | 56         | 674                       | 15      | 123       | 171       | 50         |